# Стівен С. ДеНайт
Стівен С. ДеНайт (англ. Steven S. DeKnight; Мілвілл, Нью-Джерсі, США) — американський сценарист, продюсер і режисер.
Один з виконавчих продюсерів 4 сезону серіалу «Таємниці Смолвіля». Також автор сценарію та режисер до 15 епізодів цього серіалу. До Смолвіля був співпродюсером серіалу Ангел в 2002/2003 роках (склав сценарій до 12 серій) і написав п'ять сценаріїв до «Баффі — переможниця вампірів» у 2001 і 2002. Тепер працює сценаристом і виконавчим продюсером телесеріалу «Спартак: Кров і пісок».
В лютому 2016 стало відомо, що Стівен С. ДеНайт замінить Гільермо дель Торо на посаді режисера фільму «Тихоокеанський рубіж 2».

## Фільмографія

### Режисер
- 2003 і 2004: Ангел (3 серії)
- 2003 і 2004: Таємниці Смолвіля (2 серії)
- 2009: Ляльковий будинок (1 серія)
- 2018: «Тихоокеанський рубіж: Повстання»

### Сценарист
- 2001 і 2002: Баффі — переможниця вампірів (5 серій)
- 2002 до 2004: Ангел (12 серій)
- 2004 до 2007:  Таємниці Смолвіля (15 серій)
- 2009: Ляльковий будинок (1 серія)
- 2010–2012: Спартак: Кров і пісок (13 серій)
- 2011: Спартак: Боги Арени (6 серій)
- 2012: Спартак: Помста (10 серій)
- 2018: «Тихоокеанський рубіж: Повстання»